# Freshworks
Freshworks Inc., là một công ty phần mềm dịch vụ khách hàng dựa trên đám mây được thành lập năm 2010 tại Chennai, Ấn Độ.. Freshworks đã nhận được nhiều giải thưởng và được xếp hạng trong danh sách Forbes Cloud 100 và báo cáo Gartner Magic Quadrant cho Trung tâm Tương tác Khách hàng CRM.
Freshworks cung cấp các giải pháp phần mềm quản lý tương tác khách hàng, bao gồm Freshdesk, Freshservice, Freshsales, Freshcaller, Freshteam và Freshchat. 

## Lịch sử hình thành
Freshworks là một công ty phần mềm được thành lập vào ngày 13 tháng 10 năm 2010 bởi Girish Mathrubootham và Shan Krishnasamy. Tập trung vào việc phát triển phần mềm dịch vụ khách hàng dựa trên đám mây, công ty đã tiến hành nhiều vòng gọi vốn từ các nhà đầu tư nổi tiếng như Accel, Tiger Global Management và Sequoia Capital.
Trong quá trình phát triển, Freshworks đã mua lại 3 công ty khác là 1CLICK.io, Konotor và Frilp vào năm 2015. Vào năm 2016, công ty đã ra mắt sản phẩm thứ hai của mình là Freshsales - phần mềm quản lý mối quan hệ khách hàng (CRM).
Vào năm 2017, Freshdesk chính thức đổi tên thành Freshworks Inc. và trong năm 2018, công ty đạt doanh thu định kỳ hàng năm trên 100 triệu USD và ra mắt bộ sản phẩm đa dạng gọi là Freshworks 360.
Freshworks đã được liệt kê thứ 40 trên danh sách Forbes Cloud 100 trong 3 năm liên tiếp (2017-2019) và được đưa vào 3 báo cáo Gartner Magic Quadrant về phần mềm tương tác với khách hàng. Năm 2020, công ty đạt doanh thu định kỳ hàng năm trên 200 triệu USD và được liệt kê thứ 16 trên danh sách Forbes Cloud 100. Freshworks cũng là công ty "Tầm nhìn" duy nhất trong MQ của Gartner cho Trung tâm Tương tác Khách hàng CRM.
Năm 2021, Freshworks tiếp tục đạt doanh thu định kỳ hàng năm trên 300 triệu USD và trở thành công ty "Tầm nhìn" duy nhất trong MQ của Gartner cho Trung tâm Tương tác Khách hàng CRM lần thứ hai liên tiếp.
Năm 2022, Freshworks tiếp tục mở rộng danh mục sản phẩm của mình với việc giới thiệu các giải pháp mới. Công ty đã thông báo đạt doanh thu trị giá 400 triệu USD trong năm đó, tiếp tục tăng trưởng mạnh mẽ so với năm trước.